# 앵글로아랍종

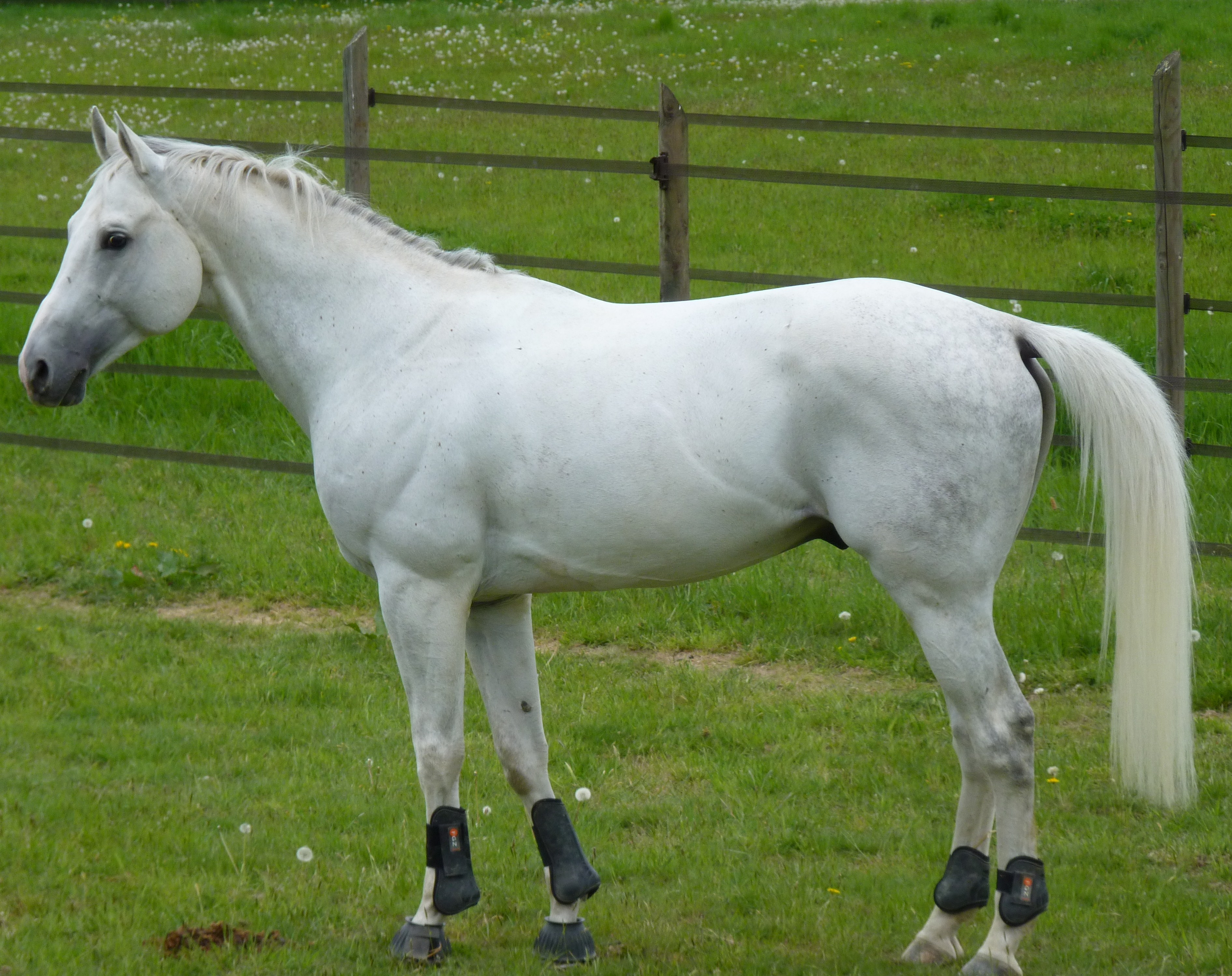
앵글로아랍종

앵글로아랍종(Anglo-arab)은 프랑스가 원산지로 더러브렛종의 속력과 아랍종의 지구력 등 장점을 선별하여 개량한 말로 속력은 더러브렛에 뒤지나 지구력은 강한 특성을 지니고 있다.
머리는 아름답고 근육은 잘 발달되어 있다. 어깨는 길고 경사가 좋으며 가슴은 깊고 엉덩이는 수평인 것이 많다. 다리모양은 예쁘나 뼈가 가는 것이 많다. 체고는 155~160Cm로 밤색, 갈색(사슴털색)털이 많으며 그린빛이 도는 갈색도 있다.

## 같이 보기
- 아랍종
- 서러브레드